# François Anthoine de Saint-Joseph
Pour les articles homonymes, voir Anthoine et Saint-Joseph.
François Anthoine, baron de Saint-Joseph, né à Marseille en 1787, militaire français, mort à Marseille le 12 mars 1866.

## Biographie
Fils d'Antoine-Ignace Anthoine, maire de Marseille, il entra en 1804 comme volontaire dans le 1er régiment de dragons et en sortit pour passer comme élève à l'école spéciale militaire de Fontainebleau, où il reçut le brevet de sous-lieutenant au 23e chasseurs à cheval ; aide de camp du maréchal Soult en 1807, il fit la bataille de Friedland, d'où il fut envoyé en mission à Saint-Pétersbourg.
De retour en France, il suivit le maréchal en Espagne et en Portugal, et fut fait prisonnier à l'Alhambra à Grenade. Échangé en 1809 par les soins du maréchal Suchet, son beau-frère, Saint-Joseph se rendit en Hollande, comme capitaine dans le 8e hussards, revint en Espagne, remplit les fonctions d'aide-de-camp auprès de Suchet et fit les campagnes de 1811, 1812 et 1813.
Il monta un des premiers à l'assaut de Tarragone et contribua à la prise de cette place. Il assista aux sièges d'Oropesa et de Sagonte, dont il signa la capitulation ; il se distingua à l'investissement de Valence et seconda le maréchal dans la nouvelle organisation de son armée.
Colonel en 1814, et sous Louis XVIII, successivement colonel du corps royal d'état-major, chef d'état-major du baron de Damas en 1820, 1821 et dans la 8e division militaire à Marseille.
Il servit ensuite comme sous-aide major général de la garde royale.
En 1830, il fut d'abord mis en disponibilité, puis rappelé au dépôt de là guerre, où il fut chargé de l'organisation militaire des douaniers et gardes forestiers ; il fit souvent partie des commissions d'examen pour les différentes écoles militaires.
Maréchal de camp le 11 octobre 1832, il remplit par intérim les fonctions de directeur du dépôt de la guerre.
En octobre 1833 il fut nommé au commandement de la division active des Pyrénées-Orientales ; puis à celle du département, et, membre des comités d'état-major et d'infanterie, fut promu, en 1844, au grade de général de division.
Il meurt le 12 mars 1866 à Marseille et est enterré au cimetière du Père-Lachaise (35e division).

## Récapitulatif

### Titre
- 2e Baron de Saint-Anthoine (1826) :
  - Titre de baron héréditaire et transmission de majorat par ordonnance royale du 29 novembre 1827, en faveur de François Anthoine de Saint-Joseph, fils du baron de l'Empire. Confirmation du titre de baron et transmission de majorat (sur diminution des biens affectés), par lettres patentes du 6 décembre 1827, en faveur du même[4] ;
  - Transmission des titre et majorat de baron héréditaire, conférés à Antoine-Ignace Anthoine de Saint-Joseph, confirmée en faveur de son petit-fils aîné en primogéniture, Arthur Anthoine de Saint-Joseph, par arrêté ministériel du 28 juillet 1866, portant aussi dissolution dudit majorat.

### Décorations
| Grand officier de la Légion d'Honneur | Chevalier de Saint-Louis | Commandeur de l'ordre d'Isabelle-la-Catholique |

- Légion d'honneur[2] :
  - Légionnaire (24 avril 1810), puis,
  - Officier (16 mars 1812), puis,
  - Commandeur (30 octobre 1829) ;
  - Grand officier de la Légion d'honneur (15 août 1851) ;
- Chevalier de Saint-Louis[5] ;
- Commandeur de l'ordre d'Isabelle la Catholique[5].

### Armoiries
| Image | Blasonnement |
|       | Armes de baron héréditaire sous la Restauration De sable, au cœur d'argent traversé d'une flèche de gueules, posée en bande et accompagné en pointe d'un croissant d'argent ; au chef cousu d'azur chargé de trois étoiles d'argent., |

### Ascendance & postérité

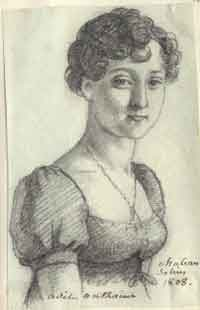
Mme Adèle Anthoine (Adèle Redon de Belleville 1800-1886), par Frédéric Christophe d'Houdetot (1778–1859).

- Fils aîné d'Antoine-Ignace Anthoine (1749-1826), baron de Saint-Joseph, et de Marie Anne Rose Clary (Marseille, 25 avril 1764 - Marseille, 19 avril 1835), François Anthoine de Saint-Joseph épousa, le 4 mars 1826, Adèle (Grasse, 12 avril 1800 - Paris VIIIe, 15 février 1886), fille de Charles Godefroy Redon, baron de Belleville (1748-1820), dont il eut :
  - Ernest (1821-1832) ;
  - Emma (10 juin 1826 - Paris, 17 janvier 1901), mariée, le 5 juillet 1851, avec Édouard, 5e baron Girod de l'Ain (1819-1906), maître des requêtes au Conseil d'État, député de l'Ain (1865-1870), officier de la Légion d'honneur, officier de l'Instruction publique, chevalier de l'ordre de Léopold de Belgique, dont postérité ;
  - Mathilde (Paris VIIe, 20 novembre 1829 - Paris VIIe, 31 mars 1909), mariée, le 3 juin 1854 à Paris, avec Edmond Petit, 3e baron de Beauverger (1818-1873), député de Seine-et-Marne (1852-1869), dont postérité ;
  - Julie Marie (Perpignan, 4 mars 1832 - 7 août 1837).